# 我的美好欲望
《我的美好欲望》（英語：Barely Legal）是2003年在美国上映的性喜剧。

## 剧情
马特、弗雷德和迪斯三个高中生沉迷于性，却不能得到它。整日在性幻想和性窥视中沮丧。为了获得接触女性的机会、金钱和社会地位，他们决定拍摄成人电影。弗雷德的父亲是一个医生，他从父亲那儿窃取了成年病患的信用卡，三人一同去克利夫兰寻找脱衣舞娘。
杰克，是迪斯的同学，他悄然知道了他们的计划，威胁他们要做男主演，否则将他们拍摄成人电影的事情告诉他们的父母。三人不得不同意。杰克在拍摄的关键时候掉链子，他早泄导致了拍摄计划的失败。
内奥米是杰克的女友，因为杰克和她行房时阳痿令内奥米很不愉快，两人最终分手，内奥米还被杰克羞辱和抛弃。迪斯知道了之后，出于同情和吸引力，两人走到了一起。
内奥米知道吉斯、马特和弗雷德在拍摄成人电影的时候，强烈要求去做女性参考，她以一人女性的角度否定了他们所作的事情，并且要男友迪斯退出拍摄成人电影。
正好此时，克利夫兰的成人电影公司得知他们三人在抢生意，于是跑过来威胁他们退出成人电影市场，三人和其达成协议，退出成人电影市场，但是其公司必须免费提供成人电影给他们看直到他们找到女友为止。
三人重新回到了学校，过上了平静的生活。

## 演员
| 姓名           | 角色   | 备注 |
| -------------- | ------ | ---- |
| 埃里克·冯·德坦 | 迪斯   |      |
| 托尼·丹曼      | 弗雷德 |      |
| 丹尼尔·法布尔  | 马特   |      |
| 艾米·斯玛特    | 内奥米 |      |